# مارتین کمپمن
مارتین کمپمن (انگلیسی: Martin Kampmann؛ زادهٔ ۱۷ آوریل ۱۹۸۲) ورزشکار هنرهای رزمی ترکیبی و کاراته‌کا اهل دانمارک است. وی بین سال‌های ۲۰۰۳ تا ۲۰۱۳ میلادی فعالیت می‌کرد.